# Don Z
Don Z fue un cuaderno de aventuras, obra del guionista Federico Amorós y el dibujante Serchio, publicado por la valenciana Editorial Maga en 1959. Constó de 90 números, amen de un almanaque en 1961, compartido con Apache y dibujado por Francisco Jesús Serrano.

## Trayectoria editorial
Maga encargó a Federico Amorós un guion con la intención de repetir el éxito que éste había obtenido para Grafidea con El Jinete Fantasma (1947). El objetivo se logró, encumbrando además a Serchio, que hasta entonces sólo había continuado obras de otros dibujantes.
En 1964 la editorial empezó a reeditar la serie en un formato de 15 x 21 cm., pero no pasó del número 7.

## Argumento
"Don Z" se inicia como una copia de "El Zorro".

## Valoración
Para el crítico Pedro Porcel Torrens, "Don Z" constituye una obra insólita, que parte de una visión humorística e irónica de las claves del folletín para acabar adoptando un tono fantástico rayano en el absurdo. Paco Baena cree, por el contrario, que la exageración de sus situaciones al final de cada cuaderno tiene algo de manipulador y deshonesto. Sea como fuere, ambos consideran idóneo el trazo semicaturesco de Serchio.